# Jaapi

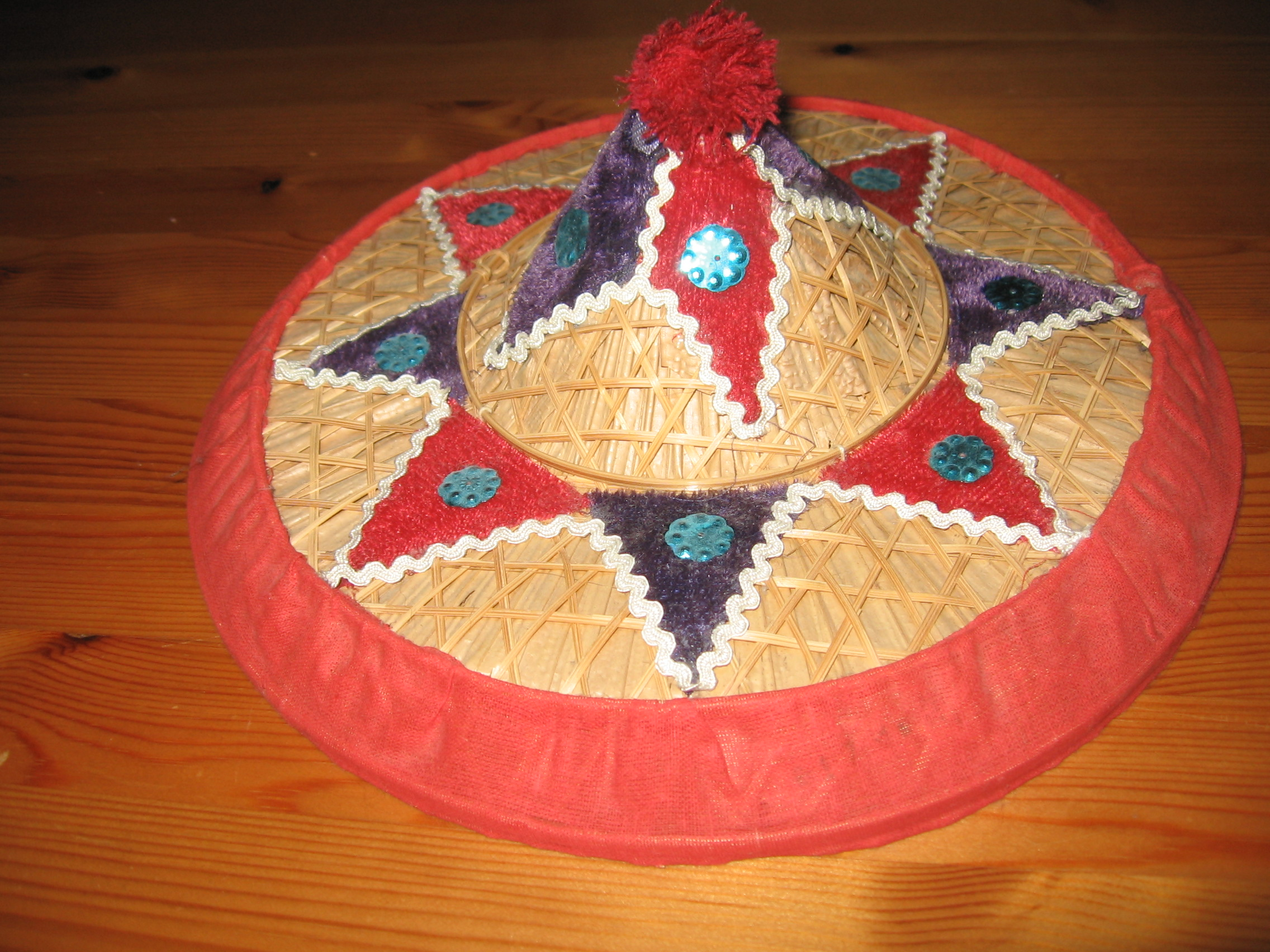
Sarudaya jaapi

Les jaapi ou japi ( assamais : জাপি  ; Bodo : Khomfri) est un chapeau conique traditionnel d'Assam, en Inde, fabriqué à partir de bambou et / ou de canne et de tokou paat (Trachycarpus martianus), une grande feuille de palmier. Le mot jaapi dérive de jaap qui signifie un paquet de feuilles de taku. Dans le passé, le jaapi ordinaire était utilisé par les Indiens et les agriculteurs ordinaires pour se protéger du soleil, tandis que le jaapi orné était porté comme symbole de statut par la royauté et la noblesse assamaises. Les sorudoi jaapi décoratifs sont fabriqués avec des motifs de tissus complexes (principalement rouge, blanc, vert, bleu et noir) qui sont intégrés au tissage.
Les Japis ont été enregistrés dès l'époque de la visite de Xuanzang à Assam lorsque les visiteurs étaient accueillis avec du jaapi coloré. Les rois Chutia (un sous-groupe de Bodo-Kacharis) auraient également utilisé Jaapi comme symbole culturel. Le dernier roi de Chutie, Nitipal, avait offert en cadeau deux rois brodés d'or au roi Ahom dans ses tentatives pour un traité. En plus de cela, après avoir annexé Sadiya, le roi Ahom a reçu beaucoup de trésors et de primes parmi lesquels figuraient Japis. Pendant la règle Ahom, Japi-hajiya Khel (guilde pour la fabrication de Japis) a été monopolisé par les Chutias, qui indiquent qu'ils étaient des experts en tissage de Japis. Il est également bien connu que les mariées de Chutia portaient un Sorudoi Japi lors des cérémonies de mariage qui se sont poursuivies jusqu'à récemment. Bishnu Prasad Rabha a ajouté la danse japonaise à la culture assamaise à travers le film Jaymati du Khomfri Sibnai Mwsanai de la communauté de Bodo. À l'origine, Japi était un couvre-chef agricole utilisé par les agriculteurs pour se protéger de la pluie ou de la chaleur du soleil. Les Bodo-Kacharis ayant l'agriculture comme principale profession les utilisaient souvent dans les rizières. Des coiffures similaires sont également utilisées dans toute l'Asie de l'Est.

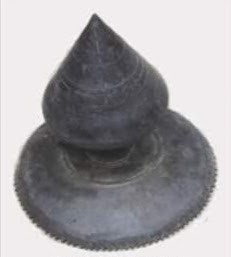
Il s'agit d'un ancien Varun (Tupi) Japi utilisé pendant le règne des rois Chutia.